# The Net 2.0
(Tagline inglese del film)
The Net 2.0 è un film direct-to-video del 2006 diretto da Charles Winkler.
È il sequel di The Net - Intrappolata nella rete del 1995.

## Trama
Hope Cassidy è una giovane informatica analista di sistemi che si reca a Istanbul per un lavoro. Durante il suo volo per Istanbul, incontra una hostess, e poi un tassista al suo arrivo in città. Scopre ben presto che il suo passaporto non è più valido, e quello nuovo rilasciato dal consolato americano contiene il nome sbagliato. Si apprende che la sua identità è stata rubata, e che certe persone sono lì per ucciderla.